# Chiropsalmidae
Famille
Les Chiropsalmidae sont une famille de méduses.

## Liste des genres
Selon World Register of Marine Species (18 janvier 2019) :
- genre Chiropsalmus Agassiz, 1862
- genre Chiropsoides Southcott, 1956